# Haukur Páll Sigurðsson
Haukur Páll Sigurðsson (5 agosto 1987) è un calciatore islandese, difensore del Valur e della nazionale islandese.

## Carriera

### Club
Sigurðsson vestì la maglia del Þróttur, prima di trasferirsi ai norvegesi dell'Alta, militanti in Adeccoligaen. Esordì in squadra in data 1º settembre 2009, subentrando ad Aziz Idris nella sconfitta per 4-2 in casa del Kongsvinger. Nel 2010 tornò in patria, per militare nelle file del Valur.

### Nazionale
Sigurðsson conta una presenza per l'Islanda.

## Palmarès

### Competizioni nazionali
- Coppa d'Islanda: 2

Valur: 2015, 2016
- Supercoppa d'Islanda: 2

Valur: 2016, 2017
- Campionato islandese: 1

Valur: 2017